# Cratere Messor
Messor  è un cratere sulla superficie di Cerere.